# Пахнюк Петро Володимирович
Петро́ Володи́мирович Пахню́к (нар. 26 листопада 1991, Київ, Україна) — український, а в минулому азербайджанський гімнаст, учасник Олімпійських ігор 2016 року, срібний призер чемпіонату Європи, бронзовий призер Європейських ігор.

## Особисте життя
16 грудня 2017 року одружився з художньою гімнасткою, бронзовою призеркою чемпіонату Європи в групових вправах з Азербайджану, Айнур Джаббарли, в січні 2019 року народився син Демид, а 5 серпня 2020 — другий син Джан.

## Кар'єра
Батьки одночасно віддали до музичної школи та секції зі спортивної гімнастики в Рівному. Петро віддав перевагу спортивній гімнастиці, ігноруючи заняття в музичній школі.
У 2013 році разом з командою посів друге місце на Універсіаді, що відбувалася в Казані. За цей результат був нагороджений Президентом України орденом Данила Галицького. У травні 2014 року вирішив змінити громадянство та виступати за збірну Азербайджану.
Найбільшим досягненням спортсмена у складі збірної Азербайджану стала бронзова медаль першихЄвропейських ігор у командних змаганнях разом з Олегом Степком та Ельдаром Сафоровим. Розпорядженням Президента Азербайджану Ільхама Алієва відзначений медаллю «Прогрес» за досягнення на I Європейських іграх.
У квітні 2016 року на тестовому турнірі в Ріо-де-Жанейро Пахнюк завоював ліцензію на Олімпійські ігри. На самій Олімпіаді спортсмен виступив невдало, завершивши кваліфікацію на 34-му місці.
На початку 2017 року повернув собі громадянство України. На Універсіаді виборов срібні медалі в команді та на паралельних брусах.

#### 2018
У серпні на чемпіонаті Європи в Глазго, Шотландія, кваліфікувався до фіналів на коні та паралельних брусах, де відповідно посів восьме та шосте місце.
На чемпіонаті світу в Досі, Катар, разом з Ігорем Радівіловим, Олегом Верняєвим, Владиславом Грико та Максимом Василенко в командних змаганнях посіли дев'яте місце, що забезпечило команді право позмагатися за олімпійську ліцензію в команді на наступному чемпіонаті світу. До фіналів в окремих видах не кваліфікувався.

#### 2019
На етапі Кубку світу в Штутгарті, Німеччина, став третім у багатоборстві з 83,331 балами.
У квітні на чемпіонаті Європи в Щецині, Польща, у фіналі багатоборства з сумою 83,298 балів посів шосте місце, а у фіналі вправ на паралельних брусах з 15,333 балами здобув срібну медаль, яка стала єдиною нагородою континентальної першості збірної України.
На ІІ Європейських іграх у Мінську, Білорусь, у фіналі багатоборства з сумою 84,031 балів посів четверте місце, а у фіналі вільних вправ з 14,200 балами здобув бронзову нагороду.
У вересні на етапі кубку світу в Угорщині здобув бронзову нагороду у вільних вправах (14,233), на коні з 14,766 балами зупинився за крок до п'єдесталу.
На чемпіонаті світу в Штутгарті, Німеччина, разом Ігорем Радівіловим, Олегом Верняєвим, Євгеном Юденковим, Владиславом Грико та Максимом Василенко (запасний) в командних змаганнях посіли восьме місце та здобули олімпійську ліцензію в команді на Олімпійські ігри в Токіо. В фіналі багатоборства з сумою 84,931 балів посів дев'яте місце, а у фіналі вправ на паралельних брусах з 14,200 балами завершив змагання сьомим.
У жовтні в командних змаганнях разом з Яною Федоровою на турнірі Brabant Trophy у Гертогенбосі, Нідерланди, посів п'яте місце.
На останньому в 2019 році етапі кубку світу в Котбусі, Німеччина, посів п'яте місце в фіналі за вправи на паралельних брусах.

#### 2020
На кубку виклику в Сомбатгеї, Угорщина, заявив два іменних елемента на паралельних брусах:
1. В кваліфікації виконав елемент «сальто вперед з плечей в плечі» — елемент групи Е.
2. У фіналі виконав елемент «сальто вперед з плечей у вис» — елемент групи F.

Технічний комітет міжнародної федерації гімнастики має затвердити елементи та назвати на честь Пахнюка.
На турнірі, крім виконання двох авторських елементів на паралельних брусах, здобув перемогу на брусах та став третім на вільних вправах.
У грудні під час пандемії коронавірусу на Чемпіонаті Європи в Мерсіні, Туреччина, разом з Ігорем Радівіловим, Владиславом Грико, Євгеном Юденковим та Романом Ващенко здобув історичну для збірної України перемогу в командній першості з результатом 248,963 балів. Пройшов до чотирьох фіналів в окремих видах з чотирьох можливих, які виконував у кваліфікації, окрім опорного стрибка, де обмежився одним стрибком. У фіналі вправи на паралельних брусах з сумою 14,766 балів здобув другу в кар'єрі срібну нагороду, а також зупинився на сьомій позиції у фіналах на коні та поперечині та восьмій на вільних вправах.

#### 2021
У квітні на чемпіонаті Європи в швейцарському Базелі під час подіумного тренування травмував трицепс та змушений був знятися зі змагань.
На Олімпійських іграх в Токіо, Японія, в фіналі командної першості спільно з Ігорем Радівіловим, Євгеном Юденковим та Іллею Ковтуном з сумою 246.394 балів посіли сьоме місце.

## Результати на турнірах
| Рік  | Змагання                            | КБ | ІБ | Вільні вправи | Кінь | Кільця | Опорний стрибок | Паралельні бруси | Перекладина |
| ---- | ----------------------------------- | -- | -- | ------------- | ---- | ------ | --------------- | ---------------- | ----------- |
| 2018 | Чемпіонат Європи                    |    |    |               | 8    |        |                 | 6                | 22          |
| 2018 | Чемпіонат світу                     |    |    |               | 23   | 69     |                 | 13               | 33          |
| 2019 | Чемпіонат Європи                    |    | 6  | 84            | 32   | 69     |                 | 2                | 22          |
| 2019 | Чемпіонат світу                     | 8  | 9  | 27            | 23   | 57     |                 | 7                | 28          |
| 2020 | Відкритий чемпіонат м. Києва        |    | 3  |               |      |        |                 |                  |             |
| 2020 | Чемпіонат України, м. Кропивницький |    | 2  | 8             | 2    | 6      |                 | 2                | 4           |
| 2020 | Кубок виклику в Сомбатгеї           |    |    | 3             | 6    |        |                 | 1                | 5           |
| 2020 | Чемпіонат Європи                    | 1  |    | 8             | 7    |        |                 | 2                | 7           |
| 2021 | Чемпіонат м. Києва                  |    | 2  |               |      |        |                 |                  |             |
| 2021 | Чемпіонат України, м. Кропивницький | 2  | 2  | 7             | 5    | 5      |                 | 3                | 1           |
| 2021 | Кубок виклику в Осієці              |    |    |               |      |        |                 | 6                |             |
| 2021 | Кубок світу в Досі                  |    |    | 7             |      |        |                 | 2                |             |
| 2021 | Олімпійські ігри                    | 7  | 19 | 43            | 53   | 40     |                 | 7                | 31          |
| 2021 | Чемпіонат світу                     |    |    |               | 20   |        |                 | 15               |             |
| 2022 | Кубок виклику в Копері              |    |    | 9             | 2    |        |                 | 1                |             |
| 2022 | Чемпіонат Європи                    | 9  | 35 | 81            | 86   | 77     |                 | 61               | 33          |

## Виступи на Олімпіадах
| Олімпіада | Дисципліна         | Місце |
| --------- | ------------------ | ----- |
| Ріо 2016  | абсолютна першість | 34    |

## Іменний елемент
На кубку виклику в Сомбатгеї, Угорщина, в 2020 році виконав два нових елементи паралельних брусів, які отримали назви:
1. «The Pakhniuk» — «сальто вперед з плечей в плечі». Елемент групи Е.
2. «The Pakhniuk 2» — «сальто вперед з плечей у вис». Елемент групи F[26].

## Державні нагороди
- Медаль «За працю і звитягу» (15 липня 2019) —За досягнення високих спортивних результатів ІІ Європейських іграх у м. Мінську (Республіка Білорусь), виявлені самовідданість та волю до перемоги, піднесення міжнародного авторитету України[27]
- Орден Данила Галицького (25 липня 2013) — за досягнення високих спортивних результатів на XXVII Всесвітній літній Універсіаді в Казані, виявлені самовідданість та волю до перемоги, піднесення міжнародного авторитету України.[28]
- Медаль «Прогрес» (29 червня 2015) — за високі досягнення на I Європейських іграх і великі заслуги в розвитку спорту в Азербайджані.[29]